# Landeck I
Landeck I, auch Landeck Abbau I genannt, ist ein aufgelassenes Dorf im Westen von Pommerellen. Die Ortsstelle liegt heute in Polen. 

## Geographische Lage
Landeck I lag im Westen von Pommerellen, etwa 7 Kilometer südlich der Stadt Hammerstein (heute Czarne) und kaum zwei Kilometer westlich des Ortes Breitenfelde. Zur Stadt Landeck, die weiter südlich liegt, sind es zehn Kilometer. Eine zweite Waldsiedlung trug den Namen Landeck II und wurde etwa fünf Kilometer südsüdöstlich angelegt. Auch diese Siedlung ist unbewohnt und von der Natur überwuchert, die Felder und Wiesen wurden aufgeforstet. Diese Orte befanden sich am Rande der Küddow-Talsandzone am Fuße der im Nordosten anstoßenden Grundmoränenplatte.

## Geschichte
Die Ortsgeschichte von Landeck I beginnt um 1850. Im Zuge der Separation entstand am Nordrand des staatlichen Forstes der Stadt Landeck ein Abbau  mit 24 Bauerngehöften. 
Schon bald siedelten sich Landwirte und Forstarbeiter in diesem Straßendorf an, die sich einen bescheidenen Wohlstand durch Viehzucht und Ackerbau erwirtschafteten. Die Bevölkerung des Ortes war überwiegend evangelisch. Sie gingen zur Kirche des benachbarten Dorfes Breitenfelde. Dieses war über Wald- und Feldwege zu erreichen und 1,5 km entfernt.
Die nächste Schule befand sich ebenfalls in Breitenfelde. Es war seit Bestehen der Ortschaft üblich, dass die Kinder der Einwohner gemeinsam zu Fuß den Schulweg bestritten. Da die Winterzeit mit sehr stark fallenden Temperaturen bis Minus 30 Grad Celsius einherging, fuhren einige Siedler die Kinder des Dorfes auf einem großen, Pferdeschlitten nach Breitenfelde.
Die Zahl der Bewohner stieg im Jahr 1905 auf 110 Personen an. Viele Besitzer hatten Wald- und Wiesenbesitz im Landecker Forst, Remmen und Wiesengrund. Zur Aufbesserung des Lebensunterhalts gingen zahlreiche Landwirte im Herbst und Winter zur Forstarbeit. Am Nordende der Kolonie Landeck I befand sich die Försterei Barkriege. Dieser Wohnplatz ist bis heute erhalten geblieben und existiert unter dem Namen Śródborze.
Am 30. Januar 1945 trafen die Soldaten der Roten Armee in Landeck I ein. Infolge dieser Einnahme verloren alle Bewohner ihre Existenz, da die Sowjetmacht schließlich im Mai 1945 alle Gehöfte abbrennen ließ. Zuvor war es in der Bevölkerung Ende Januar 1945 zu einer überstürzten Flucht in Richtung Westen gekommen. 
Einige Bewohner, die aufgrund von Krankheit und Gebrechlichkeit oder aus anderen Gründen nicht die Flucht vor der herannahenden Front der Sowjets antrat, fielen dem Krieg zum Opfer. So kam es am Morgen des 11. April 1945 zur Hinrichtung des ortsansässigen Landwirts Hermann Geffe, der sich dem verhängten Hausarrest widersetzte und auf seinem Grundstück erschossen wurde.
Die letzten Bewohner verließen Landeck I im Mai 1945. Seitdem hörte diese Ortschaft auf zu existieren. Nach der Kapitulation und des Ende des Dritten Reiches zogen in den Landkreis Schlochau umgesiedelte Polen. Das Gebiet rund um Landeck I verwilderte, die Überreste der abgebrannten Gehöfte verwahrlosten.
Landeck I gehörte zum Kreis Schlochau und mit dem Kreis zunächst zur Provinz Westpreußen, ab 1919 zur Grenzmark Posen-Westpreußen und mit deren Auflösung 1938 zur Provinz Pommern.

## Gegenwärtige Situation
Landeck I ist heute nicht mehr bewohnt. Es finden sich auf dem Areal lediglich noch vereinzelt Ruinen und Teile von Schornsteinen, Treppenstufen und Zaungittern. Auch die beiden Friedhöfe, die es in Landeck I gab, sind inzwischen in das Waldgebiet rund um den ehemaligen Forst Landeck eingewachsen. Einige Grabsteine und Grabumrandungen finden sich dort noch.
Die Ortsstelle gehört heute zum Gebiet der Stadt- und Landgemeinde Czarne (Hammerstein) im Powiat Człuchowski in Polen.